# 4899 Candace
4899 Candace eller 1988 JU är en asteroid i huvudbältet som upptäcktes den 9 maj 1988 av det amerikanska astronom paret Eugene M. och Carolyn S. Shoemaker vid Palomar-observatoriet. Den är uppkallad efter Candace P. Kohl.
Asteroiden har en diameter på ungefär 6 kilometer.